# Peter Paillou
Peter Paillou (vers. 1726-vers. 1798) est un peintre animalier britannique connu pour ses peintures d’oiseaux qui ont illustré de nombreux livres du xviiie siècle.

## Biographie
Peu de choses sont connues de sa vie. Il serait né en France et se serait installé en Grande-Bretagne au début du xviiie siècle. En 1745, il reçoit une commande pour peindre un faisan doré puis est employé par Thomas Pennant pour peindre des tableaux d'oiseaux, dont beaucoup sont gravés par Peter Mazell et sont destinés aux ouvrages de Pennant. 
Certaines des peintures qu'il effectua pour Pennant sont conservées dans la Pennant Collection de la bibliothèque nationale du pays de Galles. Il pratique à Londres pendant une vingtaine d'années puis déménage à Glasgow où il peint des miniatures pour huit guinées et des portraits de trois quarts à l'huile pour dix.
Il est le père du peintre miniaturiste et portraitiste dit Peter Paillou le jeune (1757-1831).

## Galerie

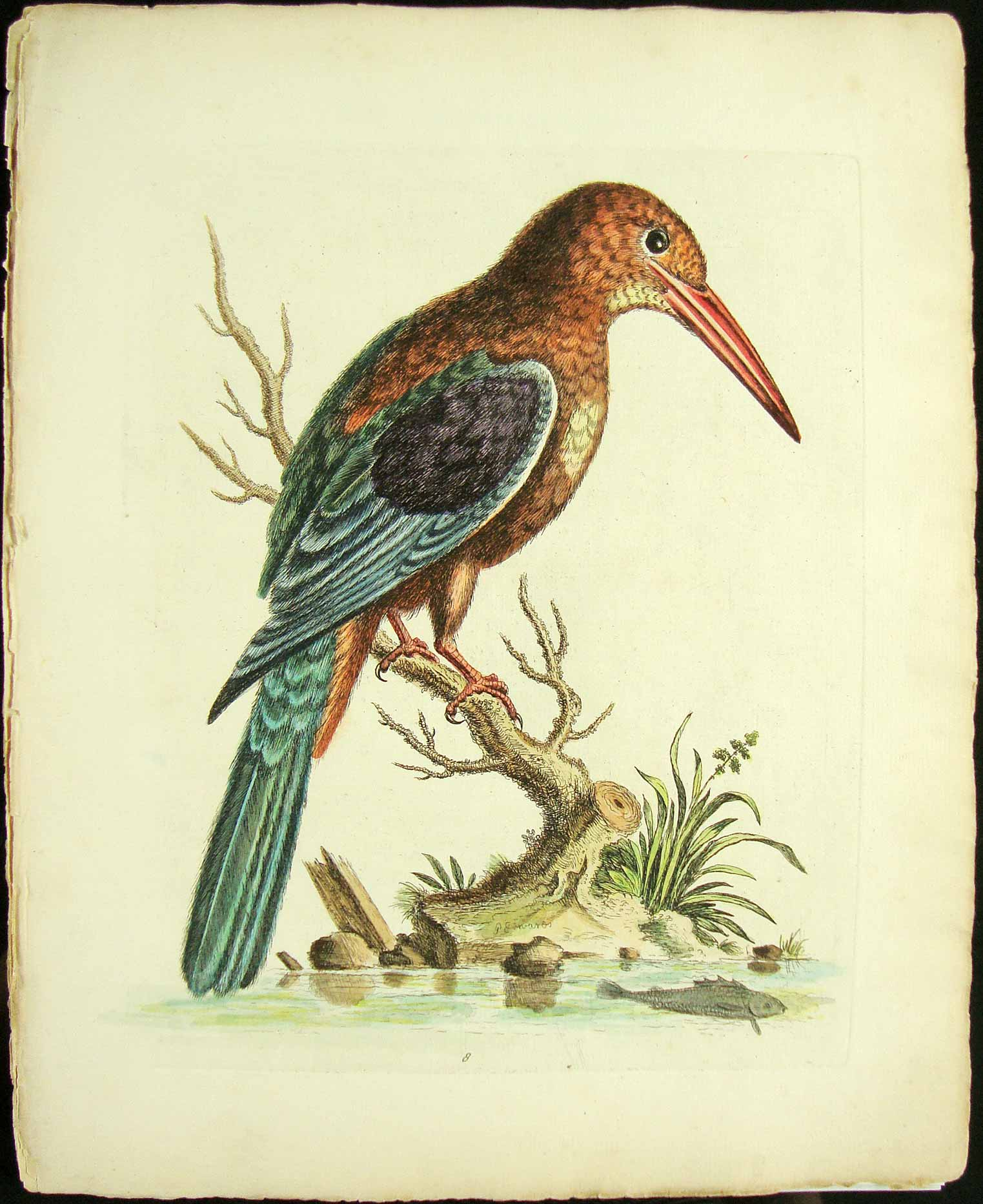
Peinture de martin-chasseur de Smyrne par Peter Paillou illustrant A natural history of birds de George Edwards, 1740–1750
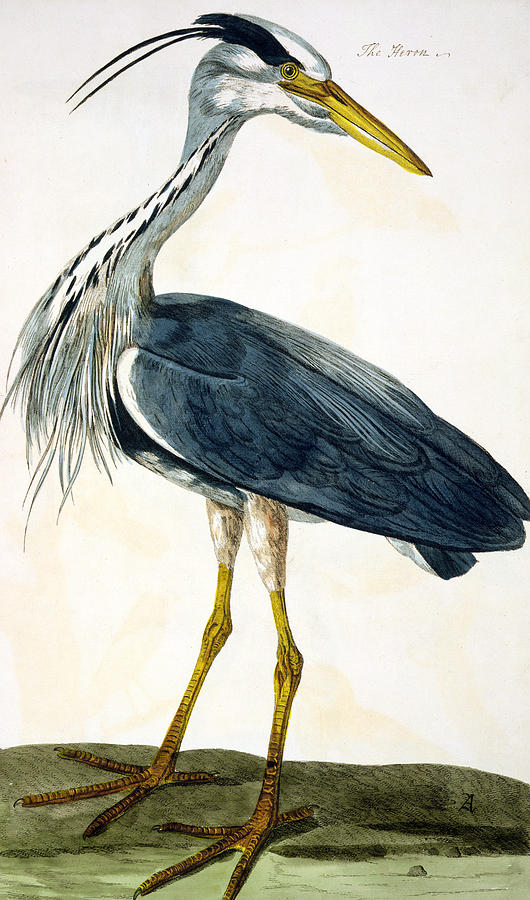
The Heron, gravure de Peter Mazell (1766) d'après une peinture de Peter Paillou